# Superpuchar Niemiec w piłce siatkowej mężczyzn
Superpuchar Niemiec w piłce siatkowej mężczyzn (niem. VBL Supercup Männer) – cykliczne rozgrywki w piłce siatkowej organizowane corocznie przez Volleyball Bundesliga, w których rywalizują ze sobą mistrz i zdobywca Pucharu Niemiec. 
Rozgrywki o siatkarski Superpuchar Niemiec po raz pierwszy rozegrane zostały w 2016 roku. Pierwszym zwycięzcą tych rozgrywek został klub VfB Friedrichshafen.

## Historia
Pierwszy mecz o Superpuchar Niemiec w piłce siatkowej rozegrany został 5 listopada 1988 roku w powiatowej hali sportowej (Kreissporthalle) w Minden w obecności około 1600 widzów. Zmierzyli się w nim mistrz Niemiec w sezonie 1987/1988 Hamburger SV oraz zdobywca Pucharu Niemiec 1988 – Bayer Leverkusen. W spotkaniu w trzech setach zwyciężył klub z Hamburga.
Trzecia edycja Superpucharu Niemiec odbyła się w dniach 22-23 września 1990 roku w Leverkusen. Turniej po raz pierwszy rozegrany został w formule pucharowej. Składał się on z półfinałów, meczu o 3. miejsce i finału. Do udziału w rozgrywkach poza mistrzem i zdobywcą Pucharu Republiki Federalnej Niemiec zaproszono również mistrza i zdobywcę Pucharu Niemieckiej Republiki Demokratycznej. W pierwszej parze półfinałowej mistrz RFN – Bayer Leverkusen – pokonał w trzech setach zdobywcę Pucharu NRD – Schweriner SC. W drugim półfinale po czterosetowym meczu zdobywca Pucharu RFN – TSV Milbertshofen – okazał się lepszy od mistrza NRD – SC Berlin.

## Triumfatorzy
| Edycja              | Data                | Miejsce spotkania                  | 1. miejsce                                          | 2. miejsce                                                   | Wynik spotkania                  |
| Volleyball-Supercup | Volleyball-Supercup | Volleyball-Supercup                | Volleyball-Supercup                                 | Volleyball-Supercup                                          | Volleyball-Supercup              |
| ------------------- | ------------------- | ---------------------------------- | --------------------------------------------------- | ------------------------------------------------------------ | -------------------------------- |
| I                   | 5.11.1988           | Kreissporthalle Minden, Minden     | Hamburger SV (Mistrz Niemiec)                       | Bayer Leverkusen (Zdobywca Pucharu Niemiec)                  | 3:0 (15:12, 15:11, 15:10)        |
| II                  | 21.10.1989          | Bad Salzuflen                      | Hamburger SV (Zdobywca Pucharu Niemiec)             | Bayer Leverkusen (Mistrz Niemiec)                            | 3:2                              |
| III                 | 23.09.1990          | Leverkusen                         | TSV Milbertshofen (Zdobywca Pucharu Niemiec)        | Bayer Leverkusen (Mistrz Niemiec)                            | 3:1 (15:7, 13:15, 15:11, 15:8)   |
| IV                  | 1.11.1991           | Moers                              | Moerser SC (Wicemistrz i zdobywca Pucharu Niemiec)  | SCC Berlin (Mistrz i zdobywca Pucharu NRD)                   | 3:0                              |
| VBL-Supercup        |                     |                                    |                                                     |                                                              |                                  |
| I                   | 16.10.2016          | Mercedes-Benz Arena, Berlin        | VfB Friedrichshafen (Wicemistrz Niemiec)            | Berlin Recycling Volleys (Mistrz i zdobywca Pucharu Niemiec) | 3:0 (25:16, 25:20, 25:21)        |
| II                  | 8.10.2017           | TUI Arena, Hanower                 | VfB Friedrichshafen (Zdobywca Pucharu Niemiec)      | Berlin Recycling Volleys (Mistrz Niemiec)                    | 3:1 (23:25, 25:18, 25:18, 25:19) |
| III                 | 28.10.2018          | TUI Arena, Hanower                 | VfB Friedrichshafen (Zdobywca Pucharu Niemiec)      | Berlin Recycling Volleys (Mistrz Niemiec)                    | 3:1 (16:25, 25:18, 25:22, 25:20) |
| IV                  | 20.10.2019          | TUI Arena, Hanower                 | Berlin Recycling Volleys (Mistrz Niemiec)           | VfB Friedrichshafen (Zdobywca Pucharu Niemiec)               | 3:0 (25:20, 25:18, 25:15)        |
| V                   | 11.10.2020          | Fraport Arena, Frankfurt nad Menem | Berlin Recycling Volleys (Zdobywca Pucharu Niemiec) | United Volleys Frankfurt (2. miejsce w Bundeslidze)          | 3:0 (29:27, 25:22, 25:22)        |
| VI                  | 2.10.2021           | Palmberg Arena, Schwerin           | Berlin Recycling Volleys (Mistrz Niemiec)           | United Volleys Frankfurt (Zdobywca Pucharu Niemiec)          | 3:0 (25:18, 25:19, 25:20)        |
| Puchar Ligi         |                     |                                    |                                                     |                                                              |                                  |
| Bounce House Cup    |                     |                                    |                                                     |                                                              |                                  |
| I                   | 2.10.2022           | Volksbank Arena, Hildesheim        | Berlin Recycling Volleys                            | VfB Friedrichshafen                                          | 3:0 (25:15, 25:23, 25:22)        |
| II                  | 22.10.2023          | Volksbank Arena, Hildesheim        | Berlin Recycling Volleys                            | VfB Friedrichshafen                                          | 3:0 (25:21, 25:22, 25:18)        |
| 1KOMMA5° Ligacup    |                     |                                    |                                                     |                                                              |                                  |
| III                 | 15.09.2024          | Volksbank Arena, Hildesheim        | Berlin Recycling Volleys                            | VfB Friedrichshafen                                          | 3:1 (33:31, 16:25, 25:17, 25:17) |

## Bilans klubów

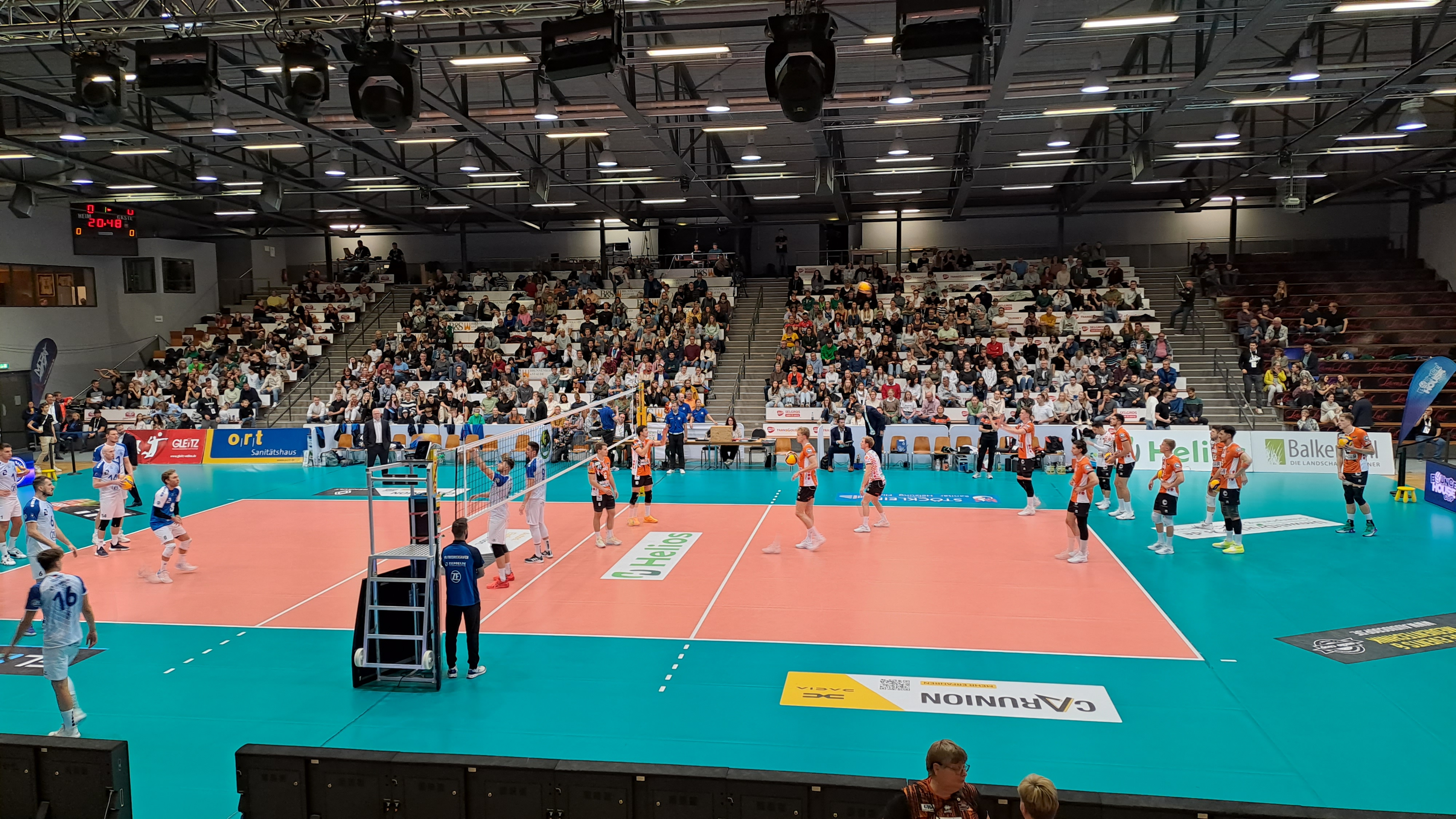
Mecz finałowy Bounce House Cup 2022, Berlin Recycling Volleys - VfB Friedrichshafen

| Klub                     | 1. miejsce | 2. miejsce |
| ------------------------ | ---------- | ---------- |
| Berlin Recycling Volleys | 6          | 3          |
| VfB Friedrichshafen      | 3          | 4          |
| United Volleys Frankfurt | 0          | 2          |